# Eerste Concilie van Lyon

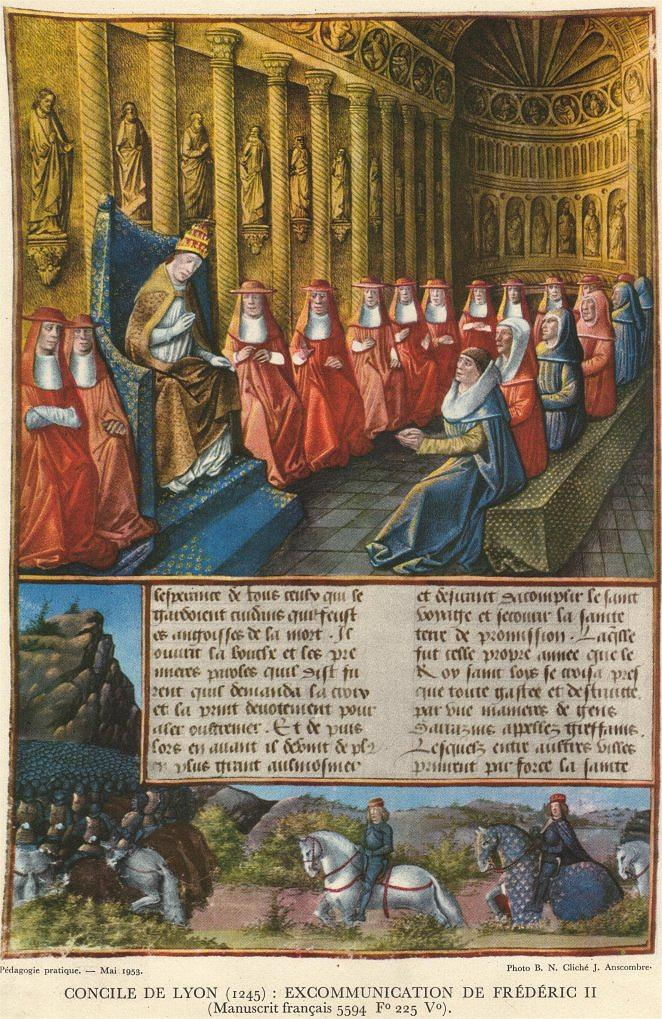
Concilie van Lyon en de excommunicatie van Frederik II. Afbeeldingen in een Middeleeuws Handschrift

Het Eerste Concilie van Lyon, het dertiende oecumenische concilie, vond plaats van 28 juni tot 17 juli 1245 in de cathédrale Saint-Jean-Baptiste-et-Saint-Étienne in Lyon. 

## Beslissingen
- Ad Apostolicae Dignitatis Apicem

De belangrijkste gebeurtenis tijdens dit concilie was de afzetting van keizer Frederik II door paus Innocentius IV.
De afzetting van Frederik II was omstreden. Frederik II betwistte de paus de macht daartoe. De paus steunde troonpretendenten tegen Frederik II en liet de bedelorden tegen hem prediken.
- Remedium contra Tartaros

Het sturen van afgezanten om te onderhandelen met de Mongolen.
- Oproep voor de Zevende Kruistocht onder leiding van Lodewijk IX van Frankrijk.